# Іджипт (Пенсільванія)
Іджипт (англ. Egypt) — переписна місцевість (CDP) в США, в окрузі Лігай штату Пенсільванія. Населення — 2588 осіб (2020).

## Географія
Іджипт розташований за координатами 40°41′7″ пн. ш. 75°31′59″ зх. д. / 40.68528° пн. ш. 75.53306° зх. д. (40.685278, -75.533025).  За даними Бюро перепису населення США в 2010 році переписна місцевість мала площу 3,76 км², з яких 3,75 км² — суходіл та 0,01 км² — водойми.

## Демографія
Згідно з переписом 2010 року, у переписній місцевості мешкала 2391 особа в 894 домогосподарствах у складі 698 родин. Густота населення становила 635 осіб/км².  Було 940 помешкань (250/км²).
Расовий склад населення:
| - 94,2 % — білих - 1,5 % — азіатів - 1,1 % — чорних або афроамериканців - 1,7 % — осіб інших рас |

До двох чи більше рас належало 1,4 %. Частка іспаномовних становила 3,8 % від усіх жителів.
За віковим діапазоном населення розподілялося таким чином: 23,5 % — особи молодші 18 років, 63,6 % — особи у віці 18—64 років, 12,9 % — особи у віці 65 років та старші. Медіана віку мешканця становила 42,5 року. На 100 осіб жіночої статі у переписній місцевості припадало 94,2 чоловіків;  на 100 жінок у віці від 18 років та старших — 96,1 чоловіків також старших 18 років.
Середній дохід на одне домашнє господарство  становив 96 684 долари США (медіана — 76 464), а середній дохід на одну сім'ю — 107 849 доларів (медіана — 89 107). Медіана доходів становила 51 017 доларів для чоловіків та 45 083 долари для жінок. За межею бідності перебувало 3,3 % осіб, у тому числі 0,0 % дітей у віці до 18 років та 4,7 % осіб у віці 65 років та старших.
Цивільне працевлаштоване населення становило 1597 осіб. Основні галузі зайнятості: освіта, охорона здоров'я та соціальна допомога — 25,7 %, виробництво — 18,9 %, роздрібна торгівля — 13,5 %, транспорт — 9,5 %.